# Conflito Índia-Paquistão de 2025
Em 7 de maio de 2025, começou um conflito entre Índia e Paquistão quando as Forças Armadas Indianas realizaram uma série de ataques com mísseis contra o território paquistanês, codinome Operação Sindoor (em hindi:  ऑपरेशन सिन्दूर, em inglês:  Operation Sindoor), visando o que chamou de infraestrutura terrorista no Paquistão e na Caxemira administrada pelo Paquistão. Os ataques foram uma resposta ao ataque de Pahalgam em 2025, atribuído à Frente de Resistência, que matou 26 civis, em sua maioria turistas Hindus. A Índia acusou o Paquistão de apoiar os atacantes, sem fornecer nenhuma prova. A operação aumentou as tensões no impasse Índia–Paquistão de 2025, parte do mais amplo conflito na Caxemira.
Os ataques indianos e as subsequentes retaliações paquistanesas deixaram dezenas de mortos e muito equipamento militar destruído. A Índia afirmou que seus ataques miraram os grupos terroristas Jaish-e-Mohammed e Lashkar-e-Taiba, com as forças armadas paquistanesas não sendo miradas. Segundo o governo do Paquistão, os ataques indianos atingiram áreas civis, incluindo mesquitas, matando 31 civis. Após esses bombardeios, ocorreram conflitos na fronteira e ataques com drones entre os dois países, com o Paquistão lançando oficialmente uma operação de retaliação, codinome Operação Bunyan al-Marsus, no começo de 10 de maio, atingindo diversas cidades por toda a Índia. Este conflito marcou a primeira guerra de drones entre duas nações com armas nucleares.
Um cessar-fogo completo foi posteriormente divulgado, com as conversas se iniciando em 12 de maio para fomentar uma paz mais duradoura, com ambos os lados afirmaram que estavam comprometidos com a paz na região. Foi reportado que a pausa decretada nas hostilidades não foi respeitado, especialmente pelos militares paquistaneses.
No final, ambos os lados se declararam vitoriosos e afirmaram que conquistaram seus objetivos. Já analistas independentes disseram que nenhum lado saiu do conflito em vantagem.

## Contexto
O conflito na Caxemira, em curso desde 1947, alimentou várias guerras e confrontos entre a Índia e o Paquistão pela região disputada. Em 22 de abril de 2025, um ataque terrorista em Pahalgam, na Caxemira administrada pela Índia, matou 26 civis e foi reivindicado pela Frente de Resistência, um braço dissidente do Lashkar-e-Taiba. A Índia acusou o Paquistão de apoiar o ataque, o que levou a medidas diplomáticas, incluindo a expulsão de diplomatas e ameaças de suspensão do Tratado das Águas do Indo. Ambas as nações passaram a adotar posturas militares, com o Paquistão testando mísseis balísticos em 3 de maio de 2025 e a Índia realizando exercícios militares.

## Conflitos

### Ataques indianos e retaliação paquistanesa
Em 6 de maio de 2025, as Forças Armadas Indianas lançaram a Operação Sindoor, mirando nove locais na Caxemira administrada pelo Paquistão (Muzaffarabad e Kotli) e na província paquistanesa de Panjabe (Baaualpur e Muridke). O Ministério da Defesa da Índia descreveu os ataques como focados, moderados e não escalatórios, tendo como alvo infraestruturas terroristas ligadas ao Lashkar-e-Taiba e ao Jaish-e-Mohammed, sem atingir instalações militares paquistanesas. Os ataques, realizados sem que aeronaves indianas entrassem no espaço aéreo paquistanês, causaram explosões e um blecaute em Muzaffarabad. O Exército Indiano publicou no X, declarando, "A justiça foi feita", com a hashtag #PahalgamTerrorAttack. Os militares indianos alegaram que o Paquistão disparou contra Bhimber Gali, uma aldeia no oeste da Caxemira.
Autoridades paquistanesas afirmaram que, no primeiro ataque, três civis foram mortos e outros doze ficaram feridos e que duas mesquitas foram atingidas com civis em seu interior. O espaço aéreo foi fechado e todos os voos foram cancelados por 48 horas. As forças de segurança do Paquistão alegaram ter abatido dois caças Dassault Rafale da Força Aérea Indiana e um helicóptero indiano.

### Continuidade das hostilidades
Em 8 de maio, autoridades paquistanesas afirmaram que vários drones indianos invadiram seu espaço aéreo, sendo que doze destes foram abatidos, incluindo um que atingiu uma instalação militar perto de Lahore. O ministro da Defesa da Índia, Rajnath Singh, declarou que pelo menos cem terroristas foram mortos em ataques com mísseis e que as defesas aéreas de Lahore foram destruídas, alegando que as forças indianas agiram para conter bombardeios do Paquistão. Já o governo paquistanês disse ter derrubado cinco caças indianos, incluindo pelo menos um Rafale, segundo fontes francesas, enquanto a Índia negou essas alegações, admitindo apenas que três caças caíram por causas desconhecidas. Ainda de acordo com a Índia, o Paquistão intensificou ataques com artilharia e armas leves na Caxemira administrada pelo governo indiano e eles tentou, sem sucesso, atingir quinze cidades indianas com mísseis e drones na noite de 7 a 8 de maio. No dia seguinte, após uma breve calmaria, houve troca de disparos de artilharia entre ambos os lados, nas regiões de Kupwara, Poonch, Uri e Samba, ao longo da fronteira.
Relatórios chamaram esse conflito de "primeira guerra de drones" entre os "vizinhos com armas nucleares" do sul da Ásia.
A Índia suspostamente realizou ataques com mísseis contra alvos militares no Paquistão, incluindo cidades como Islamabad e bases aéreas, que teriam sido interceptados. O Paquistão retaliou com a Operação "Bunyan al-Marsus", lançando ciberataques contra instituições indianas e um foguete em direção a Deli (que foi interceptado). A mídia indiana relatou a queda de dois caças paquistaneses, enquanto bombardeios na Linha de Controle (LoC) causaram mortes civis, incluindo um ataque a um templo hindu. Ambos os lados trocaram acusações, com a Índia negando danos a sistemas de defesa e o Paquistão alegando ataques bem-sucedidos.
Em 10 de maio, a Índia afirmou ter repelido drones e mísseis paquistaneses, divulgando imagens de destroços e contra-atacando bases aéreas em Rafiqui, Murid e Sialkot. Enquanto analistas sugerem que os países estão "efetivamente em guerra", não houve mobilização terrestre. A escalada incluiu uso de drones, artilharia e ataques precisos, com ambos os lados minimizando seus próprios prejuízos e maximizando os supostos danos infligidos ao adversário.

### Cessar-fogo
No final da tarde de 10 de maio, após quase quatro dias de hostilidades, ambos os lados anunciaram um cessar-fogo completo para que negociações de paz pudesse ser realizadas. O ministério de relações exteriores de ambos os países confirmaram a informação e afirmaram estarem comprometidas em reduzir as tensões na região. O ministro-chefe de Jammu e Caxemira, Omar Abdullah, relatou explosões em Srinagar, expressando preocupação com o aparente colapso do cessar-fogo. Autoridades paquistanesas ainda não comentaram os relatos.
Ambos os lados se declararam vitoriosos no conflito. Rajnath Singh, o ministro da defesa indiano, afirmou que seu país "enviou uma mensagem ousada aos terroristas", enquanto o primeiro-ministro paquistanês Shehbaz Sharif descreveu a resposta militar do seu governo como "espetacular", afirmando que "nossos jatos silenciaram os canhões da Índia de uma forma que a história não esquecerá tão cedo".
O conflito foi objeto de extensa análise por vários colunistas e vários analistas notaram que não houve um vencedor claro.
De acordo com o correspondente do The New York Times, Mujib Mashal, o papel da Índia foi "assertivo" e "agressivo", e possivelmente estabeleceu um novo nível de dissuasão com o Paquistão. O Times observou que, em seus ataques iniciais, a Índia atingiu alvos mais profundamente dentro do território inimigo do que havia atingido em décadas anteriores e atingiu perto o suficiente de locais afiliados a "atividades terroristas" para que a Índia pudesse reivindicar vitória contra esses grupos. O NYT relatou que a Índia se sentiu frustrada após as declarações públicas de Donald Trump de mediar um cessar-fogo, apresentando ambos os países como iguais e minimizando o ataque terrorista que desencadeou o conflito e que a Índia esperava que qualquer envolvimento dos Estados Unidos permanecesse discreto, e a representação de Trump de ambos os países em termos de igualdade foi vista pelas autoridades indianas como politicamente sensível e diplomaticamente frustrante. Segundo Umair Jamal, correspondente paquistanês da revista The Diplomat, o Paquistão saiu "encorajado" dos confrontos com a Índia. Ele afirma que o conflito unificou o país, que o exército paquistanês se tornou mais popular do que antes e que a liderança política agora vê a necessidade de fortalecer as forças armadas. Ele acredita que o Paquistão obteve uma vitória diplomática ao agir com "contenção" e considera a intervenção americana um desenvolvimento bem-vindo. Afirma que a intervenção americana favoreceu mais o Paquistão do que a Índia.

## Reações
- Paquistão: O Paquistão condenou os ataques como um "ato covarde" contra civis, com suas Forças Armadas ameaçando retaliações em um momento e local de sua escolha.[65]
- Índia: A Índia alegou que a operação foi uma resposta necessária ao terrorismo, citando o ataque de Pahalgam.[66]
- Reino Unido: O secretário de Relações Exteriores, David Lammy, pediu que ambos os lados "mostrem moderação e se envolvam em um diálogo direto para encontrar um caminho diplomático rápido a seguir".[67]
- Brasil: O Ministério das Relações Exteriores brasileiro comemorou o cessar-fogo e pediu que a Índia e o Paquistão trabalhem em prol de uma paz duradoura por meio do diálogo e da confiança mútua.[68]
- China: Um porta-voz do Ministério das Relações Exteriores afirmou que o governo chinês lamentou a operação militar da Índia realizada no início da manhã. O porta-voz expressou preocupação com a situação atual e instou ambas as partes a agirem em prol da paz e da estabilidade, mantendo a calma, a moderação e a abster-se de ações que possam complicar ainda mais a situação.[69][70][71]
- Israel: O embaixador na Índia, Reuven Azar, afirmou que Israel apoia o direito da Índia à autodefesa. Ele acrescentou que os terroristas devem saber que não há onde se esconder de seus crimes hediondos contra inocentes.[53][70]
- Emirados Árabes Unidos: O Ministro das Relações Exteriores Abdullah bin Zayed Al Nahyan pediu moderação e a redução das tensões.[72]
- Estados Unidos: O presidente Donald Trump chamou os ataques de uma vergonha e disse esperar que isso termine muito rapidamente.[8]
- Rússia: A porta-voz do Ministério das Relações Exteriores, Maria Zakharova, pediu que ambas as partes envolvidas exercessem moderação e expressou que o país está "profundamente preocupado com a intensificação do confronto militar entre a Índia e o Paquistão após o ataque terrorista perto da cidade de Pahalgam".[73]
- Ucrânia: O Ministério das Relações Exteriores pediu que ambas as partes busquem engajamento diplomático e evitem escalada.[74]
- Nações Unidas: O Secretário-Geral António Guterres pediu moderação militar e afirmou que o mundo não pode se dar ao luxo de uma confrontação militar entre a Índia e o Paquistão.[75]
- Vaticano: o Papa Leão XIV expressou esperança de que "um acordo duradouro possa ser alcançado em breve".[76]